# James Stacy
Pour les articles homonymes, voir Stacy.
Maurice William Elias dit James Stacy, né le 23 décembre 1936 à Los Angeles (Californie) et mort le 9 septembre 2016 à Ventura (Californie), est un acteur américain.

## Biographie

### Parcours
Très sportif, il pratique le football américain au lycée puis à l'université et à 22 ans entame une carrière professionnelle dans l'équipe canadienne « Les Lions de Vancouver », qu'il abandonne après une saison, souhaitant devenir acteur. Il vit de petits boulots (serveur, maçon, poseur de parquet, etc.) avant décrocher son premier rôle à Hollywood. Le personnage de Johnny Lancer dans la série le Ranch L, en fait une vedette de la télévision.
En 1973, à la suite d'un accident de moto survenu à Hollywood, il est amputé de son bras gauche et de sa jambe gauche, l'obligeant à se reconvertir dans l'écriture de scénarios.

### Vie privée
James Stacy se marie en 1963 avec l'actrice et chanteuse Connie Stevens, dont il divorce en 1966. Il se marie ensuite avec l'actrice Kim Darby en 1968. Le couple a un enfant et divorce en 1969.
En novembre 1995, il fait face à la justice après une accusation d’agression sur une fillette de 11 ans. Le 5 mars 1996, il est condamné à six ans de prison qu'il effectue à la California Institution for Men.
Il meurt le 9 septembre 2016, à l'âge de 79 ans, d'un choc anaphylactique, dû à une prise d'antibiotiques.

## Filmographie partielle

### Au cinéma
- 1957 : Sayonara de Joshua Logan : Reporter
- 1958 : Pacifique sud (South Pacific) de Joshua Logan : Sailor / Seabee
- 1958 : C'est la guerre (Lafayette Escadrille) de William A. Wellman : Alan Nichols
- 1961 : Like Father, Like Son (en)  de Tom Laughlin : Art
- 1963 : L'Été magique (Summer Magic) de James Neilson : Charles Bryant
- 1965 : A Swingin' Summer de Robert Sparr : Mickey
- 1965 : Winter A-Go-Go (en) de Richard Benedict : Danny Frazer
- 1969 : Tueur de filles (Flareup) de James Neilson : Joe Brodnek
- 1975 : La Brigade du Texas (Posse) de Kirk Douglas : Harold Hellman
- 1982 : Déclics : B.J. Wilde
- 1983 : La Foire des ténèbres (Something Wicked This Way Comes) de Jack Clayton : Ed
- 1991 : F/X2, effets très spéciaux de Richard Franklin : Cyborg

### À la télévision
- 1956-1964 : The Adventures of Ozzie and Harriet: Fred (sitcom, 29 épisodes)
- 1962 : The Donna Reed Show (La Famille Stone) : Danny (comédie de situation, 3 épisodes)
- 1966 : Combat! : Farley (série télévisée, Saison 5 épisode 13) : "The Bankroll"
- 1968-1970 : Ranch L (Lancer) : Johnny Madrid (série télévisée, 51 épisodes)
- 1990 : Un flic dans la mafia (Wiseguy) : Ed Rogosheske (série télévisée, 5 épisodes)

## Dans la fiction
Il est un personnage du film Once Upon a Time… in Hollywood (2019) de Quentin Tarantino. Son rôle est interprété par Timothy Olyphant.